# Lukács Sándor (iskolaigazgató)
Lukács Sándor (Mezőkövesd, 1914. november 18. – Budapest, 1984. január 29.) gimnáziumi tanár, iskolaigazgató, országgyűlési képviselő.

## Életpályája
1936-ban szerzett tanítói oklevelet. 1945-ig dolgozott mint tanító. 1945–1949 között a Pedagógusok Szakszervezetének országos titkára volt, ezzel párhuzamosan országgyűlési képviselői tisztséget is betöltött. 1949–1965 között számos budapesti általános és középiskolában tanított. 1955-ben az Eötvös Loránd Tudományegyetemen diplomázott filozófia-pedagógia szakon. 1965–1981 között az ELTE Radnóti Miklós Gimnáziumának volt igazgatója.
Fontos szerepe volt az iskolák államosításának lebonyolításában, a pedagógusképzés tervezésében, valamint a IV. Nevelésügyi Kongresszus előkészítésében. Az ő igazgatása alatt került itt első ízben bevezetésre a gimnáziumi fakultációs kísérlet. Több cikke valamint tanulmányai is megjelentek a Köznevelés, a Társadalmi Szemle, a Pedagógiai Szemle és a Valóság című lapokban.